# Halla sulfurea
Halla sulfurea är en ringmaskart som beskrevs av Langerhans 1880. Halla sulfurea ingår i släktet Halla och familjen Oenonidae. Inga underarter finns listade i Catalogue of Life.